# Forum sociale asiatico

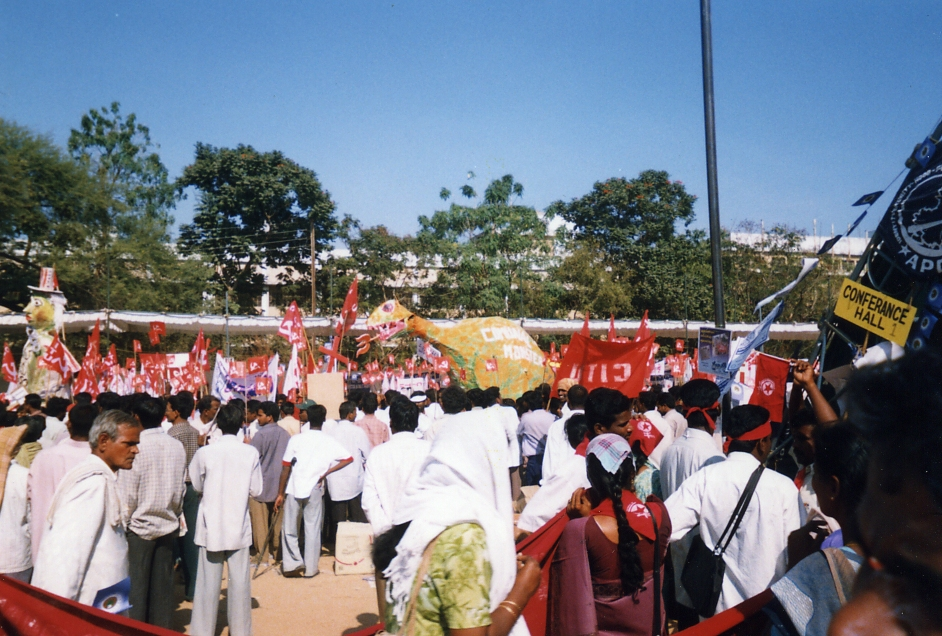
Manifestanti al Forum sociale asiatico del 2006

Il Forum sociale asiatico, anche conosciuto con il nome in lingua inglese Asian Social Forum, è stata una conferenza di sinistra tenuta dai membri del Global Justice Movement ed ispirato alla alter-globalizzazione. Il suo scopo fu quello di consentire ai movimenti sociali, ai sindacati, alle ONG, ai rifugiati, ai gruppi per la pace e per l'anti-imperialismo, ai movimenti antirazzisti, ai movimenti ambientalisti, alle reti degli esclusi e alle campagne comunitarie principalmente della regione asiatica di riunirsi e discutere temi legati alle principali questioni politiche asiatiche e globali. Il Forum sociale asiatico scaturì dalle nuove istanze nate dal Forum sociale mondiale.
La conferenza si tenne tra il 2 e il 7 gennaio 2003 a Hyderabad, Andhra Pradesh, in India. e vide l'impiego di oltre 90 sedi con una partecipazione di 8.000 delegati
Dal 2006, il World Social Forum divenne "policentrico", trovando luogo in varie parti del mondo, continuando lo stesso concetto ma senza il titolo "Asian Social Forum". Il forum sociale di Karachi si tenne tra il 24 e il 29 marzo 2006.